# Двори (Словенія)
Двори (словен. Dvori) — поселення в общині Копер, Регіон Обално-крашка, Словенія. Висота над рівнем моря: 216,3 м.